# Wencke Myhre
Wenche Synnøve Myhre (Kjelsås, Oslo, 15 de febrero de 1947) es una cantante y actriz noruega que ha tenido un gran número de éxitos desde los años 1960 en los mercados e idiomas noruego, alemán y sueco.
Tuvo su primer contrato de grabación con el compositor y productor Arne Bendiksen a la edad de 13, cuando ganó un concurso de talento en Oslo en 1960.
Myhre representó a Alemania en el Festival de la Canción de Eurovisión en 1968 con la canción «Ein Hoch der Liebe». Terminó en sexto lugar. Ha participado en un sinnúmero de selecciones nacionales alemanas y noruegas para el Festival de Eurovisión.
En 1974 fue protagonista en una larga serie de televisión en el canal alemán ZDF. La serie se llamaba Das ist meine Welt y era un viaje musical a través de muchos países con Wenche como guía.
En Suecia, trabajó junto con Povel Ramel, y se ha vuelto muy popular con una amplia audiencia. Ha protagonizado películas en Noruega y en Suecia.
Actualmente vive en Nesøya en Asker, Noruega.
En 2011 apareció en un sello postal de Noruega.

## Grandes éxitos en Alemania
- Ich will 'nen Cowboy als Mann (1964)
- Hey, kennt Ihr schon meinen Peter (1964)
- Geht ein Boy vorbei (1965)
- Beiß nicht gleich in jeden Apfel (1966)  # 1
- Komm allein (1967)                       # 9
- Ein Hoch der Liebe (1968)                #18
- Flower Power Kleid (1968)                #17
- Abendstunde hat Gold im Munde (1969)     #36
- Er steht im Tor (1969)                   # 4
- Er hat ein knallrotes Gummiboot (1970)   #21
- Eine Mark für Charlie (1977)             # 9
- Lass mein Knie, Joe (1978)               # 5